# Novojasenevskaja
Novojasenevskaja (in russo Новоя́сеневская?), che fino al 1º giugno 2009 si chiamava Bitcevskij Park (in russo Би́тцевский парк?), è il capolinea meridionale della Linea Kalužsko-Rižskaja, la linea 6 della Metropolitana di Mosca. Prendeva il nome dal Bitcevskij Park, un grande parco naturale situato presso la fermata. La stazione fu costruita secondo un design standard a tre arcate sostenute da pilastri e fu inaugurata il 17 gennaio 1990. Gli architetti furono N. Shumakov, G. Mun e N. Shurygina. Bitcevskij Park ha mura e pilastri ricoperti in marmo rosa scuro; sulle mura sono anche impiegate piastrelle metalliche verde scuro.
La stazione è dotata di due ingressi, ma solo uno è in funzione a causa dell'affluenza relativamente bassa di passeggeri. L'ingresso attivo è l'atrio occidentale, a cui si accede attraverso un sottopassaggio al di sotto di Viale Novojasenevskij. L'inusuale ingresso orientale al livello del suolo si estende fin sotto la strada, al limite del parco; è un edificio circolare, rifinito con marmo grigio e granito rosa, sormontato da una banderuola per il vento sproporzionata. Le scale di uscita della parte orientale della banchina, che conducono a questa uscita, sono barricate.
Nel 2014 è stata aperta una stazione di interscambio con l'estensione nord della Linea Butovskaja; la nuova stazione ha ripreso il vecchio nome di questa, cioè Bitcevskij Park.